# Beddelhausen
Beddelhausen is een plaats in de Duitse gemeente Bad Berleburg, deelstaat Noordrijn-Westfalen, en telt 486 inwoners (2007).

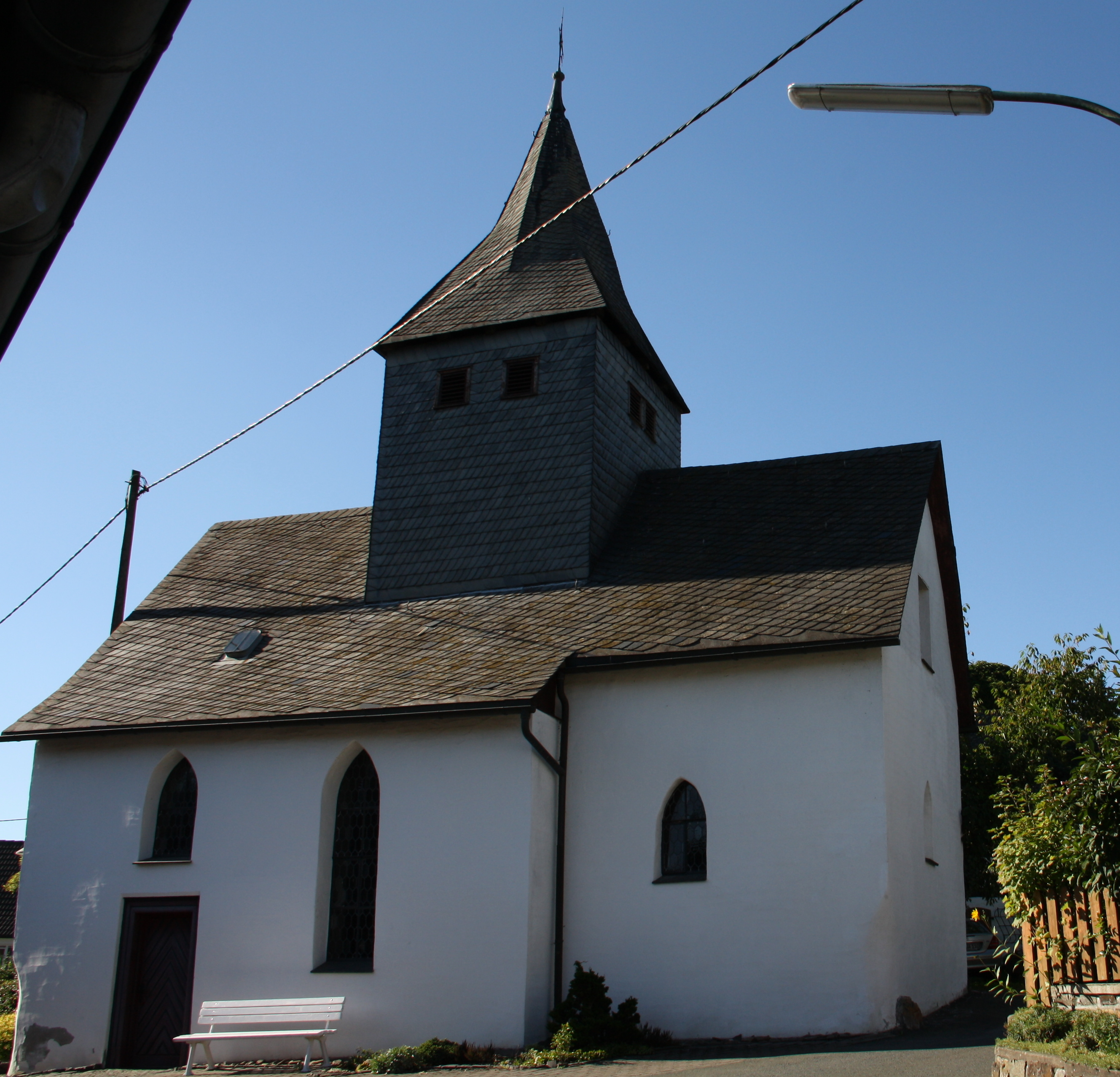
Kapel in Beddelhausen
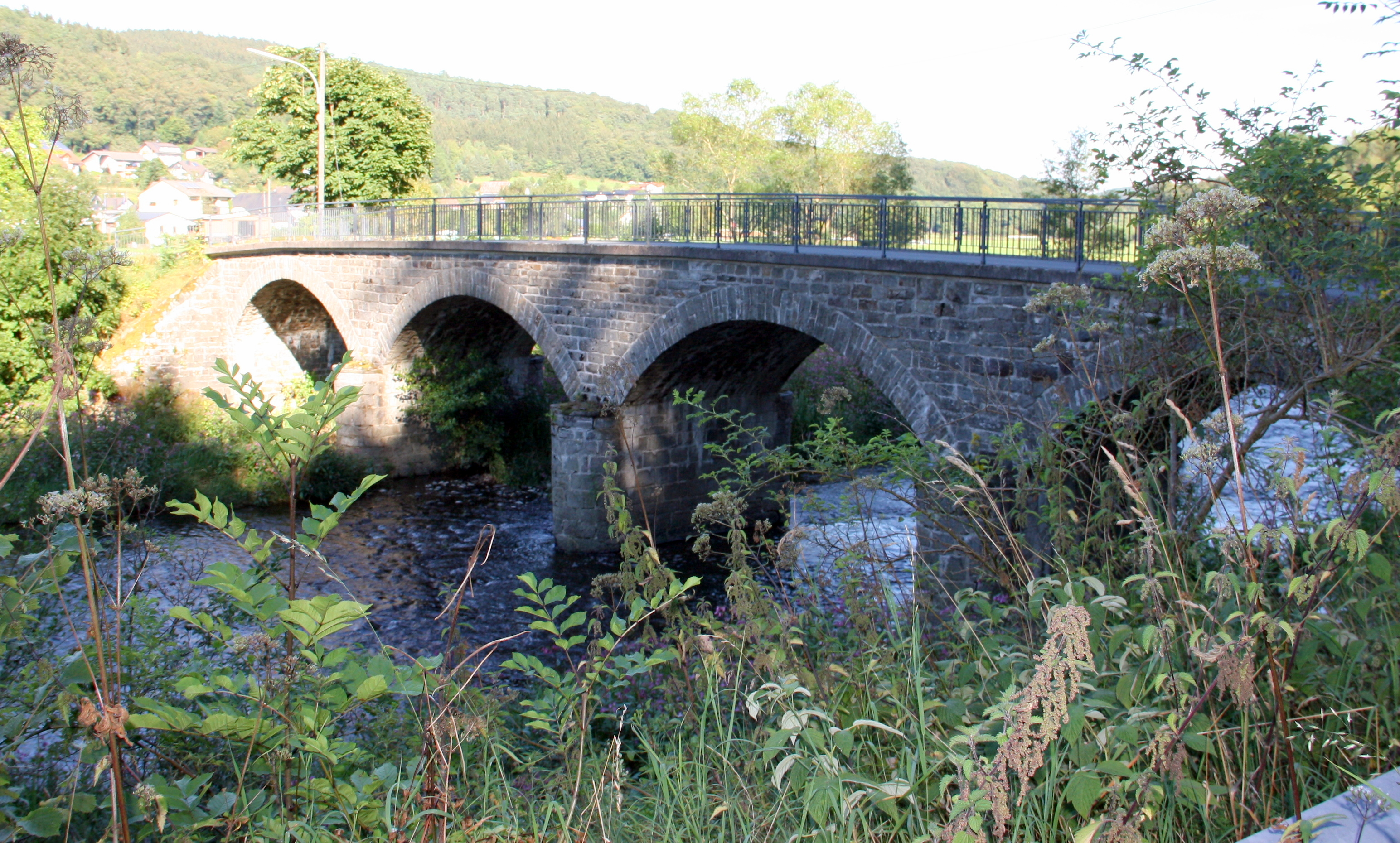
Brug in Beddelhausen